# Traditionsschifferschein
Der Traditionsschifferschein (TSS) ist ein zusätzlicher Eintrag im Sportseeschifferschein (SSS) oder im Sporthochseeschifferschein (SHS). Dieser Zusatzeintrag berechtigt den Inhaber zum Führen von Traditionsschiffen. Der Traditionsschifferschein kann als Erweiterung des Sportseeschifferscheins und des Sporthochseeschifferscheins gesehen werden.

## Befähigung
Mit dem Traditionsschifferschein ist es erlaubt, Traditionsschiffe bis zu einer Rumpflänge von 55 Metern und mit mehr als 25 Mann Besatzung im Geltungsbereich des SSS oder des SHS zu führen.
- Der Zusatzeintrag Traditionsschiffer berechtigt den Inhaber eines SSS zum Führen von Traditionsschiffen mit einer Länge über 25 und unter 55 Metern im Geltungsbereich des SSS. Die Besatzung darf 25 Personen übersteigen.

Es gibt nur einen Zusatzeintrag für SSS und SHS. Wer zunächst den Zusatzeintrag im SSS und anschließend einen SHS erwirbt, erwirbt damit die obengenannten Berechtigungen zum Führen von Traditionsschiffen im Geltungsbereich des SHS. Es wird in diesem Fall kein weiterer Zusatzeintrag im SHS vorgenommen. Der Inhaber der Scheine führt zum Nachweis seiner Traditionsschiffer-Berechtigungen den SHS und den SSS (für den Zusatzeintrag) mit sich.

## Varianten
Es gibt zwei mögliche Einträge im SSS oder SHS:
- Befähigung zum Führen von Traditionsschiffen
- Befähigung zum Maschinisten auf Traditionsschiffen (entweder unter Dampf oder unter Motor).

## Erwerb
Die Ausbildung soll vor allem während der Fahrtzeiten auf Traditionsschiffen erfolgen, Teile sind auch auf aufliegenden Schiffen, einschließlich Werftaufenthalten, und auch in separaten Kursen möglich. Hierzu müssen innerhalb von vier Jahren zahlreiche Erfahrungsnachweise (aus dem Bereich Schiffsführung, Seemannschaft, Schiffspflege usw.) erbracht werden, die in einer verbindlichen Liste definiert sind. Sind diese Erfahrungsnachweise vollständig erbracht, werden sie einer Prüfungskommission vorgelegt. Diese entscheidet, ob der Antragsteller den Zusatzeintrag im jeweiligen Schein erhält.